# Hanford Reach National Monument
Le Hanford Reach National Monument est un monument national américain dans l'État de Washington, aux États-Unis. Il a été créé en 2000 à partir de la zone tampon entourant le laboratoire national de Hanford. La région est épargnée par le développement ou l'agriculture depuis 1943.
Le monument est nommé d'après l'Hanford Reach, la dernière section du fleuve Columbia à s'écouler librement aux États-Unis, et est l'un des deux seuls monuments nationaux gérés par le United States Fish and Wildlife Service. Le président Bill Clinton a créé le monument par décret présidentiel.  Une partie du monument fait partie du refuge faunique national de Saddle Mountain.

## Écologie
Le monument national de Hanford Reach comprend deux habitats principaux: le désert et la rivière.
Les terres abritent une grande variété de plantes et d'animaux, et le Hanford Reach est l'une des meilleures frayères à saumons du nord-ouest. Quarante-huit espèces d'animaux rares, menacées ou en voie de disparition ont trouvé refuge dans le monument, ainsi que plusieurs espèces d'insectes que l'on ne trouve nulle part ailleurs dans le monde.
Les îles, les rapides, les bancs de gravier, les étangs et les marécages de remous fournissent un refuge à quarante-trois espèces de poissons. Un grand nombre de saumons d'automne fraient dans la zone de Hanford. Des espèces menacées par le gouvernement fédéral, telles que le saumon quinnat printanier du cours supérieur du Columbia, ou encore la truite arc en ciel, utilisent ce tronçon à des fins de migration.
Le refuge est célèbre pour le wapiti situé dans la zone écologique des terres arides. Le nombre de troupeaux varie selon le moment de l'année: 150 individus sont observés au printemps / été et 350 à 375 à l'automne. La population de wapitis atteint son apogée en hiver avec une moyenne de 670. Les archéologues ont estimé que le wapiti était dans la région depuis 10 000 ans. Au milieu du XIXe siècle, des récits de première main mentionnaient la disparition de l'espèce. Le wapiti des montagnes Rocheuses a été réintroduit dans la région au cours des années 1930.
La partie aride et désertique abrite quarante-deux espèces de mammifères. Les souris sont les plus abondantes et comprennent la souris sylvestre, la souris Western Harvest, la souris sauterelle du Nord. Les mammifères qui habitent ce refuge comprennent les coyotes, les moufettes, les castors, les cerfs mulets, les lynx roux, les loutres de rivière, les visons, les couguars et les blaireaux.

## Quelques vues

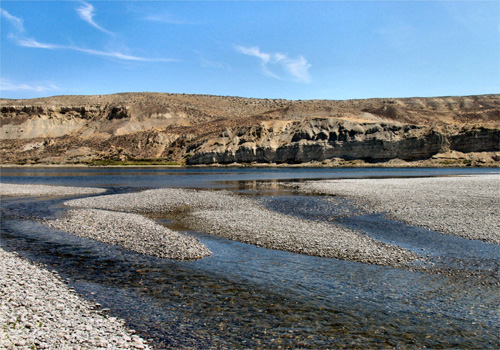
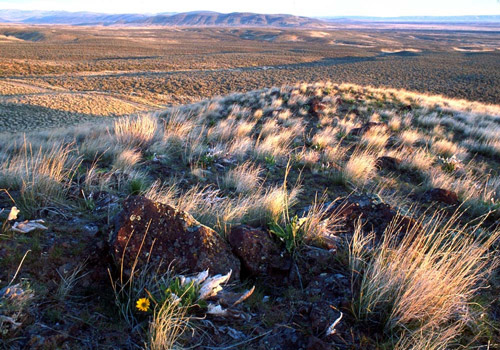
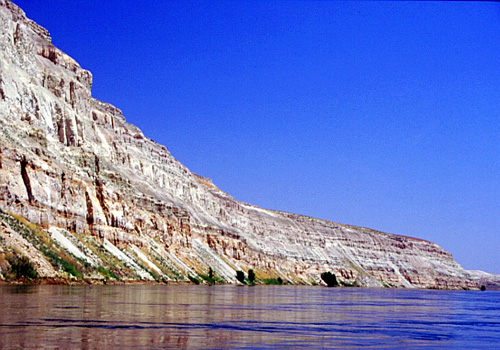
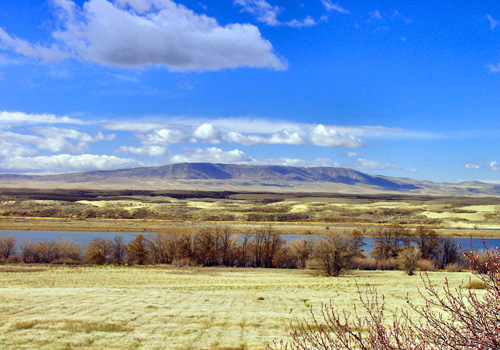